# Dieneț, Bacău
Dieneț (în trecut, Dealu-Dieneț sau Dieneț-Deal) este un sat în comuna Pâncești din județul Bacău, Moldova, România.